# Найкращі доступні технології та методи керування
Найкращі доступні технології та методи керування (НДТМ) (з англ. Best available techniques — BAT) — це найбільш ефективні з точки зору захисту довкілля технології, розроблені з урахуванням особливостей промислових секторів та економічної доцільності їх впровадження. Також це такі способи експлуатації промислового об’єкта, за умови використання яких забезпечується запобігання або, де це не є здійсненним, зменшення обсягів промислового забруднення та негативного впливу на навколишнє природне середовище.
Очікуваним результатом впровадження промисловим об’єктом НДТМ є досягнення амбітних низьких обсягів забруднення: викидів забруднюючих речовин в атмосферне повітря, скидів зворотних вод у водні об’єкти та стічних вод підприємств у системи каналізації, забруднення ґрунтів або підземних вод як наслідок операцій поводження з відходами тощо.
НДТМ є одним із ключових елементів Директиви 2010/75/ЄС про промислове забруднення (інтегроване запобігання та контроль забруднення) від 24 листопада 2010 року, що означає:
“Найкращі — найбільш ефективні з точки зору захисту навколишнього природного середовища;
Доступні — розроблені у масштабі, необхідному для впровадження у відповідному промисловому секторі за практично здійснених економічних та технічних умов та з урахуванням витрат;
Технології та методи керування — технології, що застосовуються, а також технології яким чином установку спроектовано і збудовано, питання експлуатації та виведення з експлуатації.”

## Виникнення поняття НДТМ
Вперше про НДТМ в рамках діяльності Європейської економічної спільноти згадано у Директиві 84/360/ЄЕС від 28 червня 1984 року про боротьбу зі забрудненням повітря промисловими підприємствами. У директиві 84/360/ЄЕС запропоноване поняття «найкращі доступні технології, що не передбачають надмірних витрат» (англ. Best available techniques not entailing excessive costs (BATNEEC)).
У 1996 році на зміну Директиві 84/360/ЄЕС прийнято Директиву 96/61/ЄС про інтегроване запобігання та контроль забруднення, в якій запроваджено концепцію найкращих доступних технологій та методів керування, що покликана забезпечити комплексне запобігання та контроль промислового забруднення для трьох компонентів навколишнього природного середовища: атмосферне повітря, водні ресурси та ґрунт.
Ця концепція стала частиною і нової редакції Директиви 96/61/ЄС у 2008 році (Директива 2008/1/ЄС) і, врешті-решт, стала одним з ключових понять Директиви 2010/75/ЄС про промислове забруднення.

## Довідкові НДТМ документи (BREFs) та Висновки НДТМ
У 1997 році на виконання вимог Статті 17(2) Директиви 96/61/ЄС в м. Севілья, Іспанія створено Європейське Бюро зі запобігання та контролю промислового забруднення. Бюро започаткувало платформу для обміну інформацією щодо найкращих доступних технологій та методів керування між країнами Європейського Союзу та промисловістю з метою найбільш ефективної імплементації вимог Директиви кожною країною ЄС. Довідкові НДТМ документи (з англ. Best Available Techniques Reference Document (BREF)) є результатом цього обміну інформацією.
Довідкові НДТМ документи складені для окремих видів діяльності, на які поширюється дія Директиви 2010/75/ЄС (що замінила Директиву 96/61/ЄС (остання версія цієї директиви — Директива 2008/1/ЄС) у 2010 році), та містять інформацію про застосовувані у відповідному секторі технології, поточні обсяги промислового забруднення, споживання енергії та сировини. Окрім цього, Довідкові НДТМ документи містять перелік найкращих доступних технологій та методів керування (зазвичай, розділ 5 Довідкових НДТМ документів для окремих видів діяльності), рекомендований до використання підприємствами з метою досягнення амбітних цілей в сфері запобігання та зменшення промислового забруднення.
В результаті так званого Севільського процесу за період з 1997 по 2006 рр. розроблено низку Довідкових НДТМ документів (BAT Reference document — BREF) для окремих галузей промисловості. Починаючи з 2006 року, Бюро розпочало перегляд цих Довідкових документів з урахуванням нових наукових досліджень та технічних розробок. На основі Розділу 5 Довідкових НДТМ документів для окремих видів діяльності розробляються та затверджуються Висновки НДТМ (BAT Conclusions).
У 2010 році на зміну Директиві 2008/1/ЄС прийнято Директиву 2010/75/ЄС про промислове забруднення. В процесі доопрацювання та оновлення європейського законодавства в сфері запобігання та контролю промислового забруднення Європейська Комісія ухвалила рішення щодо затвердження переліку НДТМ для кожної галузі промисловості у формі нормативно-правових актів прямої дії — рішень Європейської Комісії, «Висновків НДТМ». Висновки НДТМ є обов’язковими до виконання всіма країнами ЄС. Це рішення було продиктовано різночитанням щодо обов’язковості впровадження НДТМ в рамках Довідкових документів.

## Види діяльності, для яких розроблено Довідкові НДТМ документи та Висновки НДТМ
В рамках Директиви 2008/1/ЄС про інтегроване запобігання та контроль забруднення та Директиви 2010/75/ЄС про промислове забруднення Європейською Комісією було створено нормативні документи щодо НДТМ для окремих видів діяльності. Всього у переліку міститься 33 види діяльності. Перелік цих видів діяльності, а також Довідкові НДТМ документи та Висновки НДТМ можна знайти та завантажити зі сайту Європейської Комісії.

## Впровадження НДТМ в Україні
Процес імплементації Директиви 2010/75/ЄС в Україні передбачає паралельне впровадження НДТМ. Застосування НДТМ не є абсолютно новим підходом для України, оскільки в українському законодавстві зустрічаються посилання на найкращі доступні технології та методи керування, щоправда з використанням дещо іншої термінології.
Так, Стаття 11 Закону України «Про охорону атмосферного повітря» передбачає розподіл суб’єктів господарювання на групи з метою визначення порядку видачі документів дозвільного характеру на здійснення викидів забруднюючих речовин в атмосферне повітря з урахуванням зобов’язань щодо застосування НДТМ. Наприклад, до першої групи належать об'єкти, які взяті на державний облік і мають виробництва або технологічне устаткування, на яких повинні впроваджуватися екологічно безпечні технології та методи керування. Таким чином, в українському законодавстві є посилання на найкращі доступні технології і методи керування, проте відсутній єдиний термін-відповідник — НДТМ, а також критерії визначення, які технології є НДТМ.
Задля впровадження НДТМ передбачається транспонування європейських Висновків НДТМ в українське законодавство або розроблення національних Висновків НДТМ на основі Довідкових НДТМ документів у секторах, для яких Висновки НДТМ поки що не затверджені Європейською Комісією. Цей процес є достатньо тривалим та комплексним, оскільки потребує високого рівня координації органів державної влади, а також залучення представників промисловості, експертів, громадськості тощо. Схвалення НДТМ надасть змогу конкретизувати вимоги до підприємств та, найголовніше, зменшити негативний вплив підприємств на навколишнє природне середовище.